# Stephens-szigeti álfakusz
A Stephens-szigeti álfakusz (Xenicus lyalli) a madarak osztályának verébalakúak (Passeriformes) rendjébe az álcsuszkafélék (Acanthisittidae) családjába tartozó kihalt faj.

## Rendszerezése
A fajt Lionel Walter Rothschild brit lord és zoológus írta le írta le 1894-ben, a Traversia nem egyetlen fajaként, Traversia lyalli néven. Egyes szervezetek jelenleg is ide sorolják.

## Előfordulása
Az Új-Zélandhoz tartozó Stephens-szigeten volt honos. Természetes élőhelyei az erdőkben, sziklás környezetben volt.

## Életmódja
Valószínűleg rovarokkal táplálkozott.

## Természetvédelmi helyzete
Az elterjedési területe elég kicsi volt, utoljára 1895-ben észlelték. A Természetvédelmi Világszövetség Vörös listáján kihalt fajként szerepel.
A 2,6 kilométer hosszú szigeten élő röpképtelen madarakat egy népszerű történet szerint a világítótorony őrének macskája pusztította ki 1894-ben. Valójában több macskáról van szó, amik 1894 februárjában a szigetre érkezve elszaporodtak, majd 1895 egyetlen nyara alatt el is pusztították az összes álfakuszt.

## Források

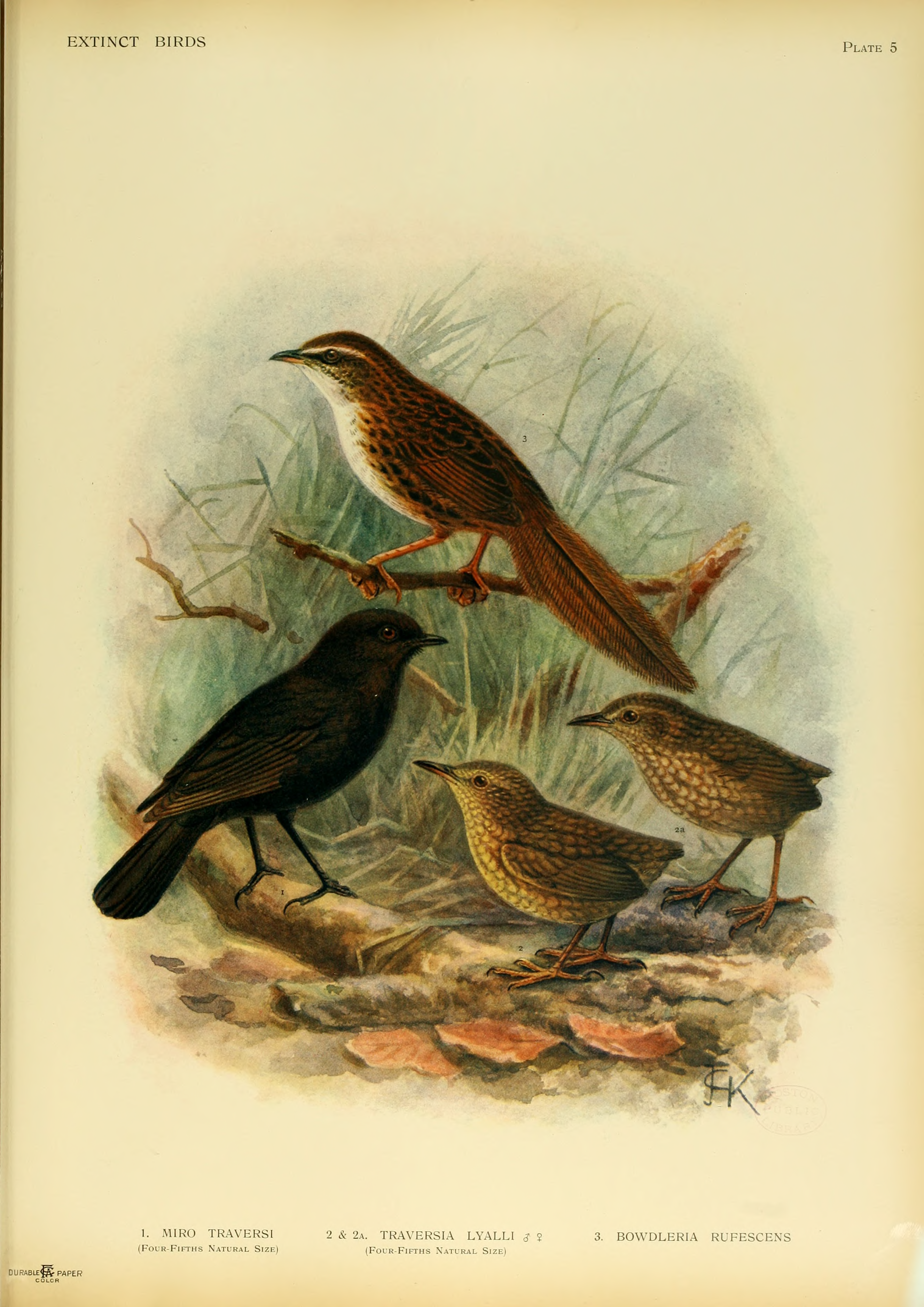
Stephens-szigeti álfakusz a jobb alsó sarokban lévő két egyed